# Xã New Haven, Quận Gratiot, Michigan
Xã New Haven (tiếng Anh: New Haven Township) là một xã thuộc quận Gratiot, tiểu bang Michigan, Hoa Kỳ. Năm 2010, dân số của xã này là 1.004 người.